# 文昌街道 (桐城市)
文昌街道，是中华人民共和国安徽省安庆市桐城市下辖的一个乡镇级行政单位。

## 行政区划
文昌街道下辖以下地区：
三里社区、公元社区、西苑社区、胜利社区、建设社区、石河村、文昌村、碧峰村、交通村、官桥村、项河村、大石板村和汪洋村。